# Cầu diệp đen
Cầu diệp đen, lan lọng đen hay lan củ đen (danh pháp hai phần: Bulbophyllum nigrescens) là một loài phong lan thuộc chi Bulbophyllum. Loài này phân bố ở Trung Quốc (tỉnh Vân Nam), Thái Lan, Việt Nam.